# Спектор, Леонид Михайлович
Леони́д Миха́йлович Спе́ктор (род. 31 декабря 1947, Харьков, УССР) — украинский артист цирка, инспектор манежа Харьковского государственного цирка, заслуженный артист Украины (1997).

## Биография
Родился 31 декабря 1947 года в Харькове. В 1962 году окончил 8 классов средней школы № 25, затем учился в вечерней школе рабочей молодёжи № 52. В январе 1963 года начал трудовую деятельность учеником токаря на Харьковском тракторосборочном заводе самоходных шасси.
С 1965 года работал в Харьковском государственном цирке электроосветителем, затем — старшим униформистом. В 1975 году окончил курсы инспекторов манежа в Москве и стал режиссёром-инспектором. С 2001 по 2010 год был заместителем директора цирка, затем продолжил работу как инспектор манежа.

## Семья
Женат. Имеет двоих детей и внуков. Сын Андрей Спектор — артист цирка, выступает с женой Ольгой Никоненко в номерах «Зорро» и «Ирландская сага».

## Награды
- Заслуженный артист Украины (1997)
- Отличник Министерства культуры СССР
- Знак «За весомый вклад в искусство Украины»